# 강진작천중학교
강진작천중학교(康津鵲川中學校)는 대한민국 전라남도 강진군 작천면 평리에 있는 공립 중학교이다.

## 학교 연혁
- 1951년 4월 19일 : 작천고등공민학교 설립
- 1952년 3월 1일 : 현 위치로 교사 신축하여 이전
- 1955년 7월 1일 : 작천공립중학교 설립 인가
- 1963년 3월 1일 : 폐교(병영중학교와 합병)
- 1971년 1월 25일 : 강진작천중학교 재인가(6학급)
- 1971년 3월 9일 : 개교(입학식)
- 2023년 9월 1일 : 제21대 장성민 교장 취임
- 2025년 1월 10일 : 제52회 졸업생 6명 (졸업생 총수 4,107명)

## 참고 자료
- 강진작천중학교 - 한국교육학술정보원 학교알리미